# 팔라티나 미술관

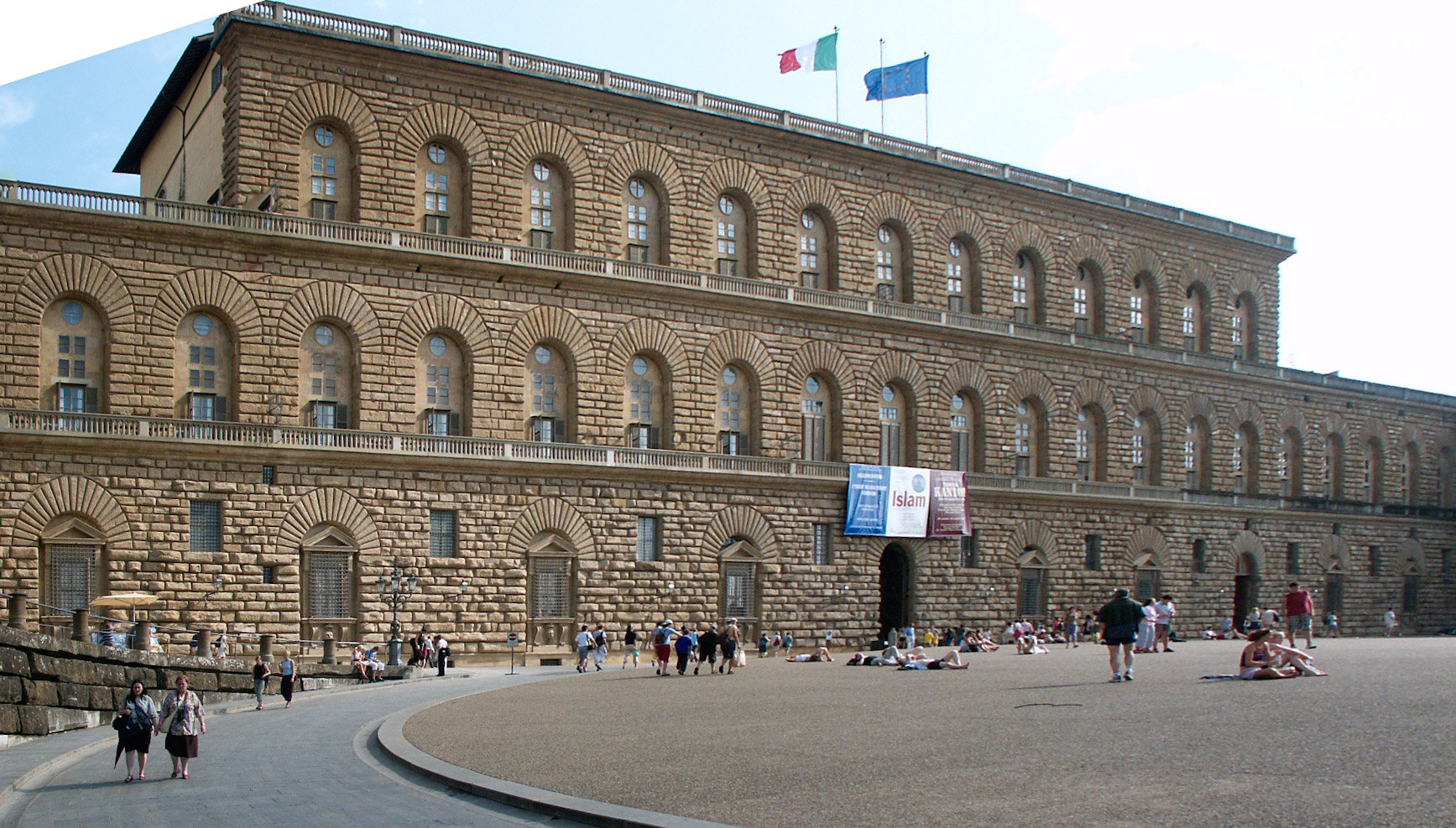
팔라티나 미술관

팔라티나 미술관(Galleria Palatina) 또는 피티 미술관(Pitti Galleria)은 이탈리아 피렌체의 피티 궁전 안에 있는 미술관이다. L. 피티의 주선으로 1458년 설립되었다.이탈리아의 전성기 르네상스 및 바로크 회화 수집·소장에서는 우피치 미술관 다음가는 규모와 내용을 지녔는데, 작품의 대부분이 피티가(家)를 비롯하여 메디치가·사보이가·합스부르크 롤렌가 등 이 건물에 살았던 역대 귀족들의 수집에 의한 것으로, 개인적인 성격이 강하다. 소장품 중 우라파엘로의 '소의자의 마돈나' '대공(大公)의 마돈나', 티치아노의 '막달라의 마리아' '라펠라', 그리고 루벤스의 '성가족' 등은 특히 유명하다.